# Военный переворот в Мьянме (2021)
Военный переворот в Мьянме — захват власти военными в феврале 2021 года под командованием главнокомандующего вооружёнными силами Мьянмы старшего генерала Мин Аун Хлайна.

## Ход событий
Ранним утром 1 февраля 2021 года военными были задержаны президент Мьянмы Вин Мьин и лидер правящей партии «Национальная лига за демократию», госсоветник и глава МИД Аун Сан Су Чжи. Военные, осуществившие переворот, назначили исполняющим обязанности президента вице-президента Мьина Шве, а всю полноту государственной власти передали главнокомандующему вооружёнными силами Мьянмы генералу Мин Аун Хлайну. Было объявлено чрезвычайное положение сроком на год.
По сообщениям СМИ, в столице Нейпьидо были недоступны телефонная и интернет-связь.
Переворот был вызван несогласием военных с прошедшими в ноябре 2020 года парламентскими выборами, на которых партия, поддержанная военными, заняла 26 и 7 мест в нижней и верхней палате парламента соответственно. Тогда военные пообещали принять меры и заявили о фальсификациях на выборах.
1 февраля в ходе переворота военные задержали несколько сотен человек, среди которых члены правящей партии «Национальная лига за демократию» и депутаты парламента. Около 400 избранных членов парламента было помещено под домашний арест в жилом комплексе, в котором они проживали. Затем их выселили из этого служебного жилья.
В городе Янгон военные взяли под свой контроль международный аэропорт и государственные учреждения.
2 февраля 2021 года Мин Аун Хлайн учредил Государственный административный совет, состоящий из 11 членов, в качестве исполнительного руководящего органа. Военные заявили о своей приверженности многопартийной демократической системе и пообещали провести новые честные и демократические выборы «после окончания выполнения задач периода действия режима чрезвычайного положения». В августе 2021 года стало известно, что выборы состоятся 23 августа 2021 года. Руководство страны объявило, что до момента выборов пост главы временного правительства займет главнокомандующий вооруженных сил Мьянмы старший генерал Мин Аун Хлайн.

## Реакция

### Протесты
2 февраля 2021 года медицинские работники и государственные служащие по всей стране, в том числе в столице страны Нейпьидо, начали национальную кампанию гражданского неповиновения в знак протеста против переворота. Группа кампании в Facebook, получившая название «Движение гражданского неповиновения», привлекла более 100 000 последователей с момента её первоначального запуска 2 февраля. Медицинские работники из десятков государственных больниц и учреждений пообещали объявить забастовку с 3 февраля.
Жители коммерческой столицы Янгона в унисон чеканили кастрюлями и сковородками в знак протеста против переворота. Некоторые янгонцы устроили короткую 15-минутную акцию протеста в 20:00 2 февраля, призывая к свержению диктатуры и освобождению Су Чжи.
Крупнейший застройщик промышленной зоны Таиланда, Amata, в ответ на переворот остановил проект развития промышленной зоны в Янгоне на сумму 1 миллиард долларов, строительство которой началось в декабре 2020 года. Suzuki Motor, крупнейший автопроизводитель Мьянмы, и несколько производителей остановили свою деятельность после переворота. Янгонская фондовая биржа также приостановила торги с 1 февраля.
3 февраля несколько политических партий Мьянмы призвали военных признать итоги парламентских выборов 2020 года. Против проведения новых выборов военными выступили Партия единства мон, Национальная партия Таанг, Демократическая партия штата Кая и Новая демократическая партия нового общества Мьянмы.
Группа из примерно 200 граждан Мьянмы и некоторых тайских демократических активистов, включая Парита Чиварака и Панусайю Ситиджираваттанакул, протестовала против переворота у посольства Мьянмы на улице Сатон Нуэа в Бангкоке, Таиланд. Сообщается, что некоторые протестующие продемонстрировали салют тремя пальцами — символ, используемый в протестах, призывающих к демократии в Таиланде. Акция протеста закончилась разгоном полицией; двое протестующих были ранены и госпитализированы, двое других арестованы. Граждане Мьянмы в Токио, Япония, собрались перед Университетом ООН, также протестуя против переворота.
3 февраля около 2000 этнических бирманцев, проживающих в Японии, вышли на акцию протеста против мьянманского военного переворота перед зданием министерства иностранных дел Японии в Токио.
Парламентарии, избранные на выборах в ноябре 2020 года, официально не признали легитимность военного переворота. 4 февраля 2021 года около 70 избранных депутатов от «Национальной лиги за демократию» (НЛД) принесли присягу в Нейпьидо, пообещав соблюдать мандат народа и выполнять функции законодателей в течение следующих пяти лет. На следующий день 300 избранных законодателей сформировали орган для ведения парламентских дел — Представительный комитет Ассамблеи Союза (ПКАС).
4 февраля около 20 человек приняли участие в протестной акции против военного переворота возле медицинского университета в городе Мандалай.
6 февраля в городе Янгон прошла протестная акция против военного переворота с участием 3000 демонстрантов. На улицах Янгона были развернуты бойцы полиции Мьянмы, водомёты и бамбуковые баррикады с колючей проволокой.
7 февраля в городе Мандалай прошла акция протеста против военного переворота в Мьянме с участием нескольких тысяч человек, 300 мотоциклов и 50 автомобилей.
7 февраля появились данные о том, что в городе Янгон на акции протеста против военного переворота вышли 60 тысяч человек.
16 апреля продемократический политик Мин Ко Наин объявил о формировании Правительства национального единства с представителями этнических меньшинств на руководящих должностях и заявил, что свергнутые лидеры Аун Сан Су Чжи и Вин Мьин сохранят свои должности и что члены Качинского и Каренского меньшинств будут иметь высший приоритет в новом параллельном правительстве. В том же заявлении Мин Ко Наин попросил международное сообщество признать военное правительство хунтой.
5 мая Правительство национального единства объявило о создании вооружённого крыла — Народных сил обороны (НСО) для защиты своих сторонников от нападений военной хунты и в качестве первого шага на пути к созданию Федеральной Армии Союза. Началась гражданская война. По данным «Ассоциации помощи политзаключенным», по состоянию на 29 июня 2022 года около 2030 мирных жителей были убиты в ходе протестов, допросов, а иногда и непреднамеренно. По оценкам ACLED, на 24 июня 2022 года в результате насилия после переворота 2021 года в общей сложности было убито около 21 000 человек.

### Международная реакция

Осудили переворот
Выразили глубокую обеспокоенность
Нейтральная позиция
Мьянма
Нет публичной позиции

Многие страны, включая Бангладеш, Индию, Индонезию, Малайзию , Пакистан, Филиппины , Южную Корею и Сингапур, выразили обеспокоенность в связи с переворотом, многие из которых поощряли диалог между правительством и военными для решения проблемы. Австралия, Канада, Франция, Германия , Япония, Новая Зеландия, Испания, Швеция, Турция, Великобритания и США со своей стороны осудили переворот и призвали освободить задержанных должностных лиц; Власти США также пригрозили наложить санкции на виновных в перевороте. Президент США Джозеф Байден 10 февраля 2021 года издал указ о введении новых санкций в отношении лиц, виновных в военном перевороте в Мьянме, а также членов их семей.
Камбоджа, Таиланд и Вьетнам отказались поддержать какую-либо сторону, охарактеризовав переворот как внутреннее дело Мьянмы.
Россия официально не осудила переворот. Возможно, это связано с тем, что военные Мьянмы настроены пророссийски. Незадолго до переворота, 21 января 2021 года страну посетил с официальным визитом министр обороны Российской Федерации Сергей Шойгу, для обсуждения вопросов о военно-техническом сотрудничестве.
Межправительственные организации, включая ООН, АСЕАН и Европейский союз, выразили озабоченность и призвали к диалогу с обеих сторон. Помимо обеспокоенности, Европейский союз также осудил переворот и призвал освободить задержанных.